# Ресендес, Хосе Луис
Хосе Луис Ресендес (исп. Jose Luis Resendez; 14 октября 1978, Монтеррей, Нуэво-Леон, Мексика) — мексиканский актёр и модель.

## Биография
Родился 14 октября 1978 года в Монтеррее. У него две сестры. C 1998 по 2000 годы учился в институте CEA. Актёр считается простым, честным и верным человеком и увлекается боевыми видами искусства, лёгкой атлетикой и чтением книг. Обожает читать японскую и мексиканскую литературу, в частности «Звёздные войны». Актёр, наряду с Альберто Эстрельей, Уго Аргуэльесом и Антонио Пеньянури ведёт курсы актёрского мастерства. В мексиканском кинематографе дебютировал в 2001 году и с тех пор успел сняться в 30 работах: одном полнометражном фильме, остальные — теленовеллы и видеосериалы. За заслуги перед Мексиканским кинематографом, его приглашают в США, где он снимается в новостном сериале «Развлечения сегодня вечером». Некоторые сериалы с его участием были популярны, например «Мачеха» с участием Виктории Руффо и Сесара Эворы. В последний раз актёр снимался в 2014 году.

## Фильмография

### Мексика

#### Сериалы

##### Свыше 2-х сезонов
- 1985-2007 — Женщина, случаи из реальной жизни

##### Televisa
- 2001 — Подруги и соперницы
- 2002 — Между любовью и ненавистью — Насарио Амараль
- 2002—2003 — Класс 406 — Хильберто Берналь
- 2002—2003 — Путь любви — гомосексуал
- 2006 — Раны любви — Фабрисио Бельтран Кампусано

#### Фильмы
- 2002 — Точки — Валентин
- 2005—2007 — Мачеха — Греко Монтес

### США

#### Сериалы

##### Свыше 2-х сезонов
- 1981—н. в. — Развлечения сегодня вечером (9 сезонов)

## Награды и премии

### TVyNovelas
- 2006 — Лучшая молодёжная мужская роль — Мачеха (номинация).
- 2007 — Лучший актёр второго плана — Раны любви (номинация).

### People es Espanol
- 2012 — Лучший актёр — Храброе сердце (номинация).

### Tu Mundo
- 2012 — Лучший актёр второго плана — Храброе сердце (номинация).
- 2015 — Лучший злодей — Сеньора Асеро (номинация).

### Итоги по всем премиям и номинациям
Хосе Луис Ресендес номинирован 5 раз на различные премии, однако ему ни разу не удалось победить.